# 伊藤嘉彦
伊藤 嘉彦（いとう よしひこ、1951年12月24日 - ）は京王百貨店会長。東京都出身。

## 経歴
1975年に早稲田大学第一文学部を卒業と同時に京王百貨店に入社。2002年6月に人事部長。2005年6月に取締役顧客政策部長。2009年6月に取締役営業企画部長。2010年6月に常務取締役・兼・新宿店店長。2011年6月に営業本部長。2012年6月に新宿店店長を退任し専務取締役に就任。2013年6月24日に第12代代表取締役社長に就任く。2016年6月24日に駒田一郎に譲り会長に就く。